# 乔·雅各比
乔·雅各比（英語：Joe Jacobi，1969年9月26日—），美国男子皮划艇运动员。他曾代表美国参加1992年和2004年夏季奥林匹克运动会皮划艇比赛，其中1992年奥运会获得一枚金牌。